# Малое Мужало
Малое Мужало — пресноводное озеро на территории Пайского сельского поселения Прионежского района Республики Карелии.

## Общие сведения
Площадь озера — 0,9 км², площадь водосборного бассейна — 9,15 км². Располагается на высоте 146,0 метров над уровнем моря.
Форма озера лопастная, продолговатая: оно с северо-запада на юго-восток. Берега каменисто-песчаные, местами заболоченные.
Из юго-восточного залива озера берёт начало река Мужала, впадающая в реку Важинку, правый приток Свири.
К северу от озера проходит автодорога местного значения, идущая из посёлка Пай.
Населённые пункты вблизи водоёма отсутствуют.
Код объекта в государственном водном реестре — 01040100711102000015235.